# Годо I
Годо I (нім. Hodo I, нім. Odo I; нар. близько 930 — пом. 13 вересня 993) — східносаксонський граф із північної Тюрінгії. З 974 року згадується як маркграф. Годо I вважається маркграфом Лужицької марки Священної Римської імперії.

## Життя

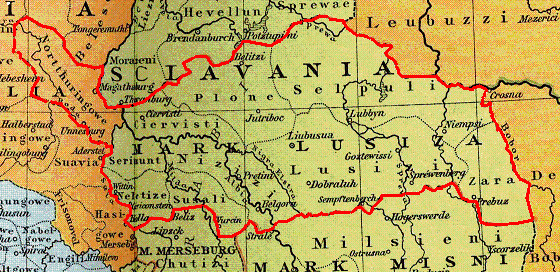
Сфера впливу (обведена червоною лінією) маркграфа Годо в 974 році

Годо був, якщо ономастика вірна, сином (або, можливо, племінником) Крістіана (пом. 950), саксонського графа в Нордтюрінггау та Швабенгау в Остфалії. Граф Крістіан, нащадок династії Біллунгів, одружився з Хіддою (пом. 970), сестрою маркграфа Ґеро I та близькою довіреною особою як короля Оттона I, так і короля Оттона II, виховання яких раніше було довірено йому.
Приблизно в 963 році, можливо лише після смерті Ґеро в 965 році, йому було доручено охороняти кордон на території між північною Тюрингією та Лужицею, яку сучасні дослідження також називають «Саксонською східною маркою», яку слід відрізняти від однойменної Саксонської марки. Незважаючи на те, що в більшості королівських документів він згадується як граф (лат. comes), титули маркграфа також зустрічаються в 974, 978, 992 і 993 роках. Вирішальним фактором для використання титулу маркграфа, мабуть, було виконання королівських завдань на колишній підмандатній території Ґеро, хоча в письмових джерелах немає жодної згадки про марку Годо, як, наприклад, про Лужицьку марку. Крім того, як і у випадку з Ґеро, надання титулу маркграфа могло бути вираженням особливої близькості Годо до імператора, незважаючи на те, що Годо, як і Ґеро, не займав помітного становища між королем і саксонською знаттю.
Після смерті дядька Годо, Ґеро I Залізного у 965 році, його марка, що розрослася, була розділена, в результаті чого були створені нові маркграфства. Імператором Оттоном I Годо було передано у феод Лужицьку марку, а його брат Тітмар I став правителем Майсенської марки. У його володіння також входили гау Сельпулі та Ціціці і, можливо, частина Серімунтгау що охоплювали землі між річками Мульде, Ельба та Шварце-Ельстер. Пізніше, 974 року, він став графом у південному Нордтюрінггау. У цьому року Годо вперше згадується з титулом маркграфа (лат. marchio). До цього Годо офіційно мав титул графа, незважаючи на те, що він володів маркою ще в 965 році.
Перші роки свого правління Годо присвятив підкоренню слов'янських племен на східному кордоні Східно-Франкської імперії. Під час військових походів Годо просунувся аж до Варти, прагнучі утримати західних полян у залежності від Священної Римської імперії. Але 24 червня 972 року Годо зазнав поразки у битві під Цединею з полянським князем Мешко I, поблизу сучасного міста Цединя. За наказом імператора Оттона II Мешко мав з'явитися на конгрес у Кведлінбурзі в 973 році де імператор уклав мир між ворогуючими сторонами. Померанія залишалась у володінні Мешко, хоча Мешко мусив погодитися віддати в заручники свого сина Болеслава.
У 983 році Годо взяв безуспішну участь у придушенні Великого слов'янського повстання лютичей і ободрицького союзу, які захищалися від контролю своїх територій імперією та особливо Саксонське герцогство під владою Оттонів з 928 року. В результаті повстання імперія втратила землі Північної марки між Ельбою та Одером.
Після смерті маркграфа Тітмара в 979 році Годо успадкував частину його феодів, але Майсенська та Саксонська марка повністю перейшли до Геро II, сина Тітмара. Пізніше під тиском претензій маркграфа Геро II, син і спадкоємець Годо, Зігфрід, був усунений від спадкування і пострижений у ченці, а сам Геро став новим спадкоємцем Годо. Годо вів постійні суперечки з магдебурзькими архієпископами. Також Годо був одним із вихователів майбутнього імператора Оттона II.
Годо помер у 993 році і був похований у монастирі Нінбург-ан-дер-Заале.

## Родина і нащадки
Ходо був одружений на Фредеруно († 28 жовтня 1015), яка, як вважають, була дочкою маркграфа Крістіана фон Серімунта. У них були такі діти, відомі по іменах:
- Зігфрід († після 1030).
- Гідда, дружина графа Адальберта фон Балленштедта, мати Есіко фон Балленштедта.
- Альфрін, монах Корвейський.